# Lobatiriccardia alterniloba
Lobatiriccardia alterniloba là một loài rêu trong họ Aneuraceae. Loài này được Hook. & Taylor Furuki mô tả khoa học đầu tiên năm 1991.